# Accent circumflex
L'accent circumflex (^) és un tipus de signe diacrític. Entre impressors rep el nom de caputxa. Gràficament és la unió d'un accent agut i un accent greu. Els seus usos principals, traient els manlleus lingüístics, són:
- Canvi de to: Al grec antic, el circumflex marcava una pujada i una baixada de to en la mateixa vocal (d'aquí la seva forma i l'origen d'aquest signe).
- Marca d'elisió d'una lletra: En francès, per exemple, marca de tant en tant una lletra que s'ha perdut. Va ser un ús dels tipògrafs, quan la tipografia es feia manualment i que hom feia economia de lletres no pronunciades com ja era costum als manuscrits. Avui, sols és qüestió d'ortografia arbitrària, com al mot hôpital, que ve d'hospitalis. L'ús francès no és gaire lògic: fait, del llatí facet (fa) no pren circumflex, plaît de placet (plau) en pren un, per bé que tots dos mots tenen la mateixa etimologia. La darrera reforma ortogràfica va permetre, però no imposar, d'ometre el circumflex sobre la i i la u; ans al contrari s'ha de mantenir sobre la a, e i o, serveix per a indicar una vocal més llarga, pronunciada en certes regions i certs contexts en francès.
- Distinció lèxica: Pot usar-se per diferenciar homònims, com per exemple al gaèlic
- Quantitat: En algunes llengües es pot utilitzar per a marcar que una vocal era llarga (i normalment també oberta), com l'afrikaans.
- Distinció de fonemes: Marca la pronunciació diferent de vocals o consonants que altrament coincidirien en la forma escrita, com passa en esperanto.
- Tonicitat: Pot usar-se per a assenyalar la síl·laba tònica, com al portuguès (si bé en desús per la reforma ortogràfica).
- Lletra doble: A l'edat mitjana era un dels signes per marcar la duplicació d'una lletra, juntament amb altres signes. Aquest ús era freqüent a Itàlia per a marcar la doble i.